# Renáta Medgyesová
Renáta Medgyesová (née le 28 janvier 1983 à Komárno) est une athlète slovaque, spécialiste du saut en longueur.
Médaille d'argent lors des Championnats du monde d'athlétisme jeunesse en 1999 au saut en hauteur (record personnel 1,88 m), elle décide ensuite de se consacrer à la longueur.
Elle se classe 11e lors des Championnats d'Europe junior en 2001, puis 5e des mondiaux 2002, toujours en hauteur. Son record en longueur était de 6,67 m qu'elle améliore en finale des Championnats d'Europe d'athlétisme 2010 à Barcelone en 6,71 m.